# Camprovín
Camprovín ist ein Ort und eine nordspanische Gemeinde (municipio) mit 159 Einwohnern (Stand: 2024) im Zentrum der Autonomen Gemeinschaft La Rioja. Die Gemeinde gehört zum Weinbaugebiet der Rioja Alta. Zur Gemeinde gehört die Wüstung Mahave.

## Lage und Klima
Camprovín liegt etwa 27 Kilometer westlich von Logroño in ca. 665 m Höhe. Regen (ca. 935 mm/Jahr) fällt – mit Ausnahme der Sommermonate – übers Jahr verteilt.

## Bevölkerungsentwicklung
| Jahr      | 1970 | 1981 | 1991 | 2001 | 2011 | 2021 |
| Einwohner | 389  | 306  | 262  | 199  | 177  | 173  |

Als Folge der Reblauskrise, der Mechanisierung der Landwirtschaft, der Aufgabe bäuerlicher Kleinbetriebe und des daraus resultierenden geringeren Arbeitskräftebedarfs ist die Einwohnerzahl des Orts seit der Mitte des 20. Jahrhunderts stetig gesunken.

## Sehenswürdigkeiten
- Martinskirche (Iglesia de San Martín de Tours)
- Marienkapelle

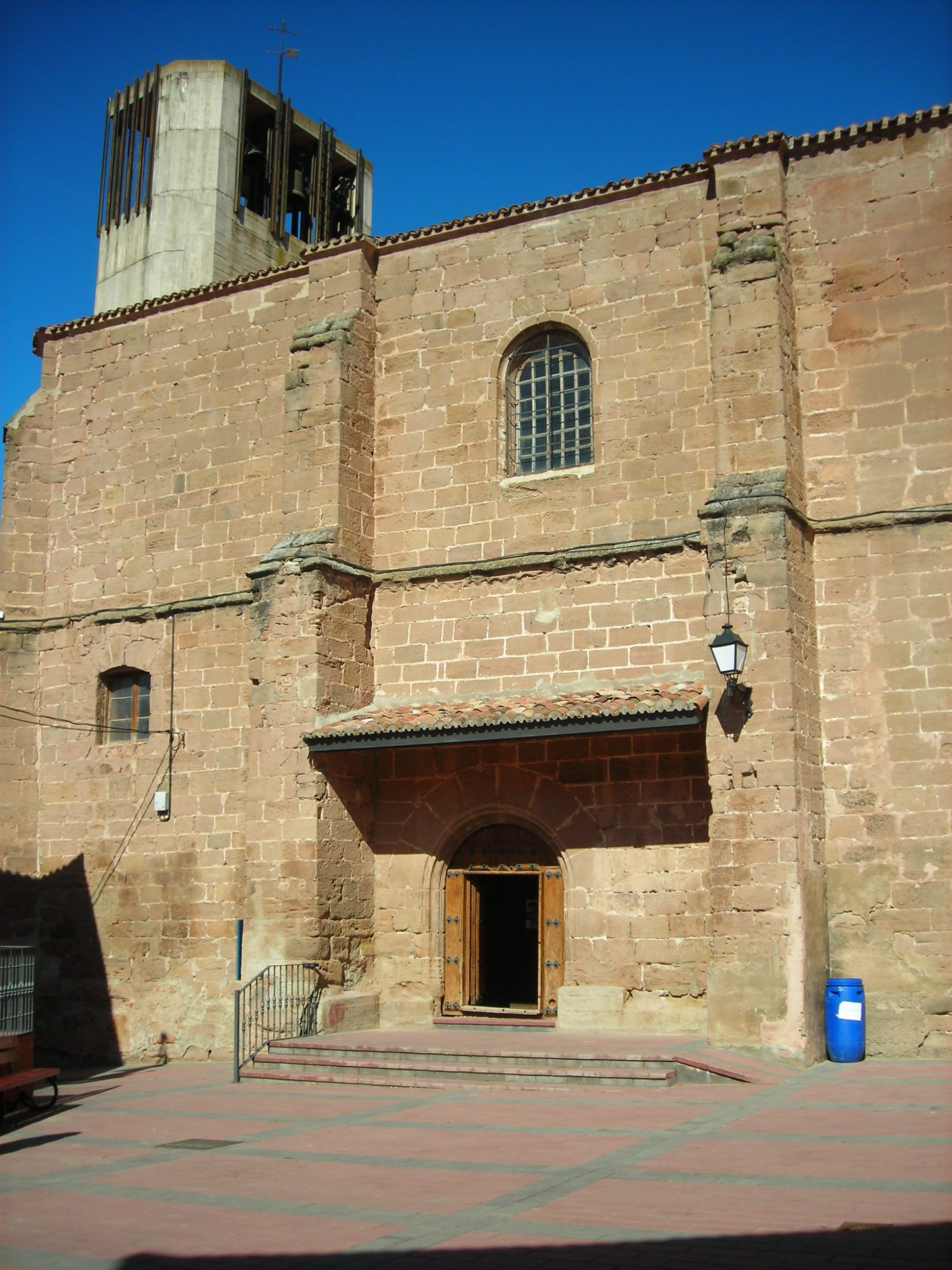
Martinskirche
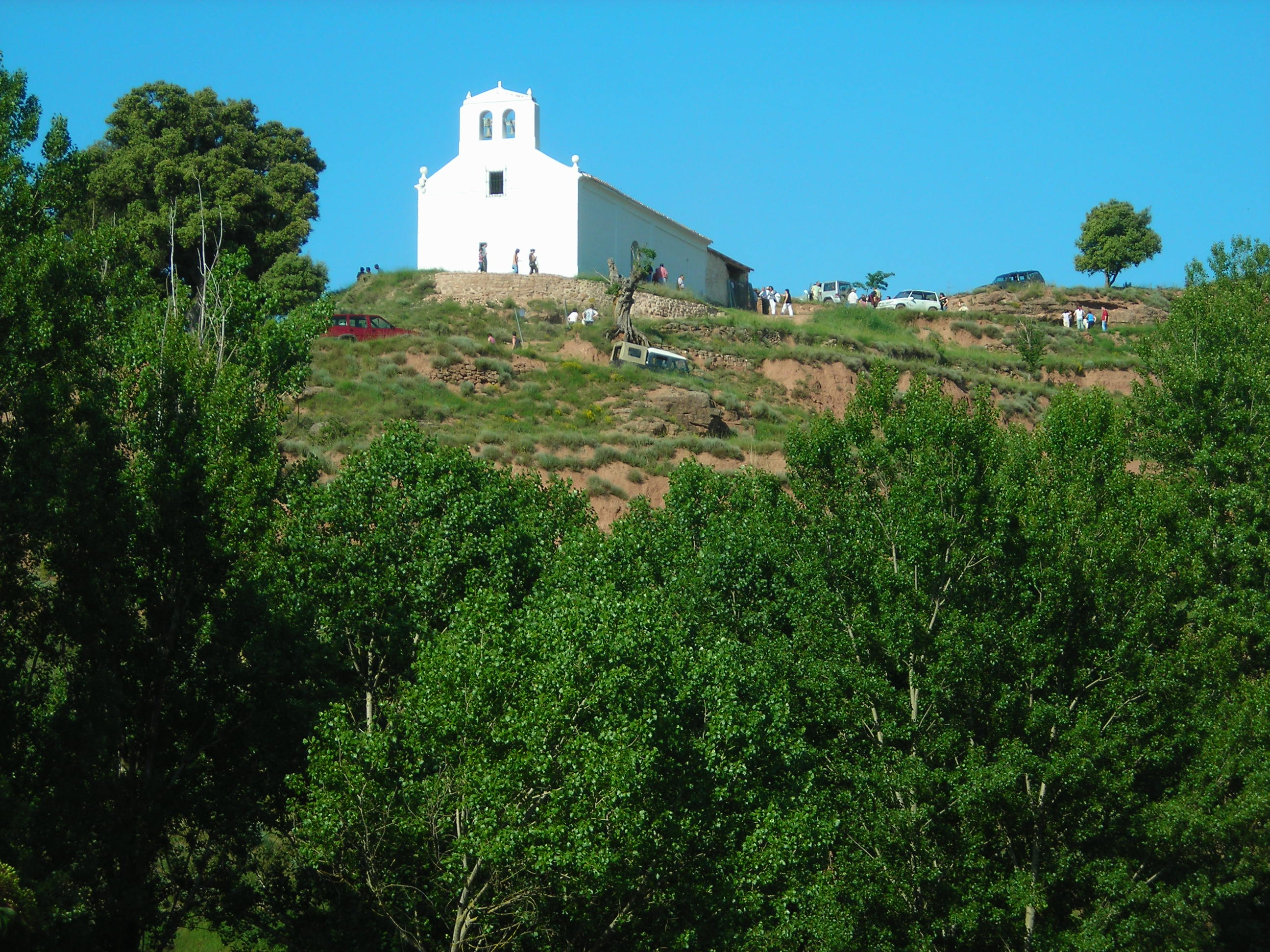
Marienkapelle